# Эртль, Харальд
Харальд Эртль (нем. Harald Ertl; 31 августа 1948, Целль-ам-Зе — 7 апреля 1982, Гисен) — австрийский автогонщик, участник чемпионата мира по автогонкам в классе Формула-1. Успехов не достиг, лишь раз финишировав на 7-м месте, но получил известность, став одним из пилотов, вытащивших Ники Лауду из огня во время Гран-при Германии 1976 года.

## Полная таблица результатов в Ф1
| Легенда к таблице |                                                                    |
| --- | ------------------------------------------------------------------ |
| В таблице перечислены результаты всех Гран-при Формулы-1, в которых принимал участие гонщик. Строками таблицы являются сезоны, столбцами — этапы чемпионата мира. В каждой клетке указаны сокращённое название этапа и результат, дополнительно обозначенный цветом. Расшифровка обозначений и цветов представлена в нижеследующей таблице. |                                                                    |
| \| Пример \| Описание \| \| ------------ \| ------------------------------------------------------------------ \| \| 1 \| Победитель \| \| 2 \| Второе место \| \| 3 \| Третье место \| \| 5 \| Финишировал, заработав очки \| \| Сход \| Не финишировал, но при этом заработал очки \| \| 12 \| Финишировал, не получив очков \| \| НКЛ \| Финишировал, но не попал в финальную классификацию \| \| 15 \| Участвовал вне зачёта, либо по отдельной классификации \| \| 18 \| Не финишировал, но попал в финальную классификацию \| \| Сход \| Не финишировал \| \| НКВ \| Не прошёл квалификацию \| \| НПКВ \| Не прошёл предквалификацию \| \| ДСК \| Дисквалифицирован \| \| ИСК \| Исключён из протокола соревнований \| \| ТТ \| Заявлен для участия только в тренировках \| \| НС \| Участвовал в квалификации, но не стартовал в гонке \| \| Т \| Травмирован или болен \| \| ОТК \| Отказ от участия \| \| НТР \| Прибыл на соревнования, но на трассу не выезжал \| \| НПР \| Был заявлен в числе участников, но не прибыл к началу соревнований \| \| О \| Соревнования отменены \| \| \| Не участвовал \| \| Поул-позиция \| \| \| Быстрый круг \| \| |                                                                    |
| Пример | Описание                                                           |
| 1 | Победитель                                                         |
| 2 | Второе место                                                       |
| 3 | Третье место                                                       |
| 5 | Финишировал, заработав очки                                        |
| Сход | Не финишировал, но при этом заработал очки                         |
| 12 | Финишировал, не получив очков                                      |
| НКЛ | Финишировал, но не попал в финальную классификацию                 |
| 15 | Участвовал вне зачёта, либо по отдельной классификации             |
| 18 | Не финишировал, но попал в финальную классификацию                 |
| Сход | Не финишировал                                                     |
| НКВ | Не прошёл квалификацию                                             |
| НПКВ | Не прошёл предквалификацию                                         |
| ДСК | Дисквалифицирован                                                  |
| ИСК | Исключён из протокола соревнований                                 |
| ТТ | Заявлен для участия только в тренировках                           |
| НС | Участвовал в квалификации, но не стартовал в гонке                 |
| Т | Травмирован или болен                                              |
| ОТК | Отказ от участия                                                   |
| НТР | Прибыл на соревнования, но на трассу не выезжал                    |
| НПР | Был заявлен в числе участников, но не прибыл к началу соревнований |
| О | Соревнования отменены                                              |
| | Не участвовал                                                      |
| Поул-позиция |                                                                    |
| Быстрый круг |                                                                    |

| Год  | Команда | Шасси | Двигатель   | 1   | 2      | 3       | 4       | 5        | 6       | 7        | 8        | 9       | 10       | 11     | 12       | 13       | 14       | 15     | 16    | 17  | Место | Очки |
| ---- | ------- | ----- | ----------- | --- | ------ | ------- | ------- | -------- | ------- | -------- | -------- | ------- | -------- | ------ | -------- | -------- | -------- | ------ | ----- | --- | ----- | ---- |
| 1975 | Hesketh | 308   | Cosworth V8 | АРГ | БРА    | ЮАР     | ИСП     | МОН      | БЕЛ     | ШВЕ      | НИД      | ФРА     | ВЕЛ      | ГЕР 8  | АВТ Сход | ИТА 9    | США      |        |       |     | -     | 0    |
| 1976 | Hesketh | 308D  | Cosworth V8 | БРА | ЮАР 15 | СШЗ НКВ | ИСП НКВ | БЕЛ Сход | МОН НКВ | ШВЕ Сход | ФРА Сход | ВЕЛ 7   | ГЕР Сход | АВТ 8  | НИД Сход | ИТА 16   | КАН НС   | США 13 | ЯПО 8 |     | -     | 0    |
| 1977 | Hesketh | 308E  | Cosworth V8 | АРГ | БРА    | ЮАР     | СШЗ     | ИСП Сход | МОН НКВ | БЕЛ 9    | ШВЕ 16   | ФРА НКВ | ВЕЛ      | ГЕР    | АВТ      | НИД      | ИТА      | США    | КАН   | ЯПО | -     | 0    |
| 1978 | Ensign  | N177  | Cosworth V8 | АРГ | БРА    | ЮАР     | СШЗ     | МОН      | БЕЛ     | ИСП      | ШВЕ      | ФРА     | ВЕЛ      | ГЕР 11 | АВТ Сход | НИД НПКВ |          |        |       |     | -     | 0    |
| 1978 | ATS     | HS1   | Cosworth V8 |     |        |         |         |          |         |          |          |         |          |        |          |          | ИТА НКВ* | США    | КАН   |     | -     | 0    |
| 1980 | ATS     | D4    | Cosworth V8 | АРГ | БРА    | ЮАР     | СШЗ     | БЕЛ      | МОН     | ФРА      | ВЕЛ      | ГЕР НКВ | АВТ      | НИД    | ИТА      | КАН      | США      |        |       |     | -     | 0    |

*Эртль не прошёл пре-квалификацию перед гонкой за Ensign, потом участвовал вместе с ATS, и снова провалил квалификацию.